# The Immortal Alamo
The Immortal Alamo er en amerikansk stumfilm fra 1911 af William F. Haddock.

## Medvirkende
- Francis Ford som Navarre
- Edith Storey som Lucy Dickenson
- William Clifford som Travis
- William A. Carroll som ickenson
- Gaston Méliès